# 前田晃介
前田 晃介（まえだ こうすけ、1988年8月16日 - ）は、日本のファイナンシャルプランナー兼実業家である。
株式会社癒しテック代表取締役社長。株式会社ドリームアシスタント代表取締役社長。一般社団法人日本セカンドオピニオン協会代表理事。

## 来歴
高知県出身。東洋町で育ち、学生時代に知人がお金で失敗した経験から、ファイナンシャルプランナーとして生きていくことを決意。
学生時代から宅建士やFP2級などを取得。
大学卒業後は不動産管理の会社へ就職し、約5年間PM事業や仲介事業を経験。
その後2年間別の企業でファイナンシャルプランナーとして活動し、2017年に株式会社マネープランナーズを設立。
マネープランナーズの代表取締役を退任した後は、2019年に一般社団法人セカンドオピニオン協会・2020年4月に株式会社ドリームアシスタントを設立。
2020年には徳間書店から書籍『読むだけで１億円以上得する！ お金ドリル88』を出版。
また2021年には映画「老後の資金がありません」で金融監修を務める。
実業家としては、サブビジネスとしてフランチャイズ本部を運営。
2020年7月にバナナジュース専門店「まがりDEバナナ」に1号店をオープン。その後、1年6ヶ月で約100店舗を展開する。
株式会社癒しテックよりドライヘッドスパ専門店の「癒し〜ぷ」を全国25ヶ所に展開。

## 著書
- 2020年11月28日　読むだけで１億円以上得する！ お金ドリル88[4]　ASIN B08P4ZW319

## 出演
- YouTubeチャンネル「フランチャイズチャンネル」 準レギュラー